# Федоровка (Уфимський міський округ)
Фе́доровка (рос. Фёдоровка, башк. Федоровка) — село у складі Башкортостану, Росія. Входить до складу Уфимського міського округу, Калінінського району міста Уфа.
Населення — 545 осіб (2010, 617 у 2002).
Національний склад:
- росіяни — 75 %